# Lex sacrata
La Lex sacrata ("ley sagrada") es una ley romana proclamada después de la primera secesión de los plebeyos (Secessio plebis) en el 494 a. C.
La tradición registra unas leyes sagradas (leges sacratae), anteriores a las XII Tablas, que fueron aprobadas por los plebeyos en su primera secesión retirándose al mons Sacer con el fin de organizarse como fuerza política dentro de la civitas.
Hubo dos leges sacratae, en el 494 y en el 492 a. C., promulgadas unilateralmente, por la que los plebeyos adquirieron medios de defensa contra los poderes arbitrarios de los cónsules y patricios, unos medios encarnados por los tribunos de la plebe, los ediles plebeyos y sus asistentes.

## Contexto
Tras la caída de la monarquía romana, todos los poderes pasaron a manos de una nueva élite que formaría el patriciado, a través de una nueva magistratura colegiada, el consulado. Se pasó entonces de un sistema monárquico a un Sistema oligárquico|sistema oligárquico. Esta redistribución desigual del poder provocó tensiones políticas regulares y crecientes entre plebeyos y patricios.
Durante la primera década de la República romana, una sucesión de guerras exteriores relegó a un segundo plano los conflictos internos. Pero en el 495 a. C., las tensiones entre plebeyos y patricios cristalizaron en torno al problema del endeudamiento que afectaba cada vez más a los ciudadanos. Los plebeyos se opusieron entonces al levantamiento del ejército y acabaron abandonando Roma.
Los insurgentes plebeyos se reunieron en un cerro que consagraron a Júpiter, y bautizaron como mons Sacer (monte Sacro), procediéndose a una serie de ceremonias religiosas bajo las que se obligaban por juramento militar, creando tribunos para representarlos y jurando (sacramentum) obedecerlos y defenderlos contra cualquier daño físico, tomando por garantía a la divinidad. Definen así un carácter inviolable o sacrosanto (sacrosancti) de los tribunos. Inicialmente, los tribunos utilizaron este estatuto para bloquear la actuación de un magistrado interponiendo su persona entre el ciudadano amenazado y los lictores enviados por los magistrados y responsables de su detención. Según una antigua tradición, solo se nombraron dos tribunos en el 493 a. C., un Albinio y un Sicinio o Licinio, pero otra tradición aporta cinco nombres. La divergencia de las fuentes antiguas sobre los nombres de estos primeros tribunos conduce a una lista de seis nombres hipotéticos: Lucio Albinio Patérculo, Lucio Junio Bruto, Cayo Licinio, Publio Licinio, Lucio Sicinio Velluto y Cayo Viscellio Ruga.

## Primera lex sacrata (494a.C.)
Establecía que los tribunos de la plebe eran sagrados e inviolables (sacrosancti) durante la magistratura y cualquiera que contraviniera esta ley estaba condenado a entregar sus bienes a la diosa Deméter. Tito Livio refiere que las 'sacrosanctitas' de los magistrados plebeyos habrían sido sancionadas con la lex Valeria Horatia de 449 a. C., con una variante respecto a la divinidad, a favor de la que se preveía la consagración. Por tanto, es fundado la creencia de que la lex sacrata constituyó una disposición unilateral jurada por los plebeyos, pero no reconocida por los patricios. Solo más tarde los patricios implementarían la disposición plebeya con una de las leyes Valerio-Horacio de 449 a. C. votada por el comicio centuriado.
La definición de la norma para Sexto Pompeyo Festo en su obra De verborum significatu bajo la entrada Sacratae leges:
"Son leyes con las que se establece que cualquiera que obre en contra de sus prescripciones será sacrificado a cualquiera de los dioses, con su familia y su patrimonio. Algunos autores sostienen que se llaman sagradas porque fueron promulgadas en el monte Sacro."
La ley se llamaba sagrada porque los plebeyos secesionistas la juraban mediante el sacramentum, que era el método por el que los soldados juraban lealtad en la guerra. De hecho, el episodio de la primera secesión plebeya se desarrolló en un período de graves tensiones sociales dentro de la ciudad y graves peligros fuera de ella. Los plebeyos, muchas veces semiesclavizados y humillados por los patricios dentro, y que paradójicamente, eran más libres en la guerra que en la paz, por lo que cuando regresaron a la ciudad tras la guerra contra los latinos que terminó con la batalla del lago Regilo (probablemente el mismo año), apostaron por una actuación enérgica con la ley, que afectaba al conjunto de la comunidad y no requería en principio la sanción jurídica.
Por su estatuto, esta ley no podía ser derogada. El juramento pronunciado vinculaba a los plebeyos, pero también a los patricios que aceptaron las condiciones para restablecer la armonía. Tito Livio evocaba los términos de una 'reconciliación', donde las leges sacratae podían ser consideradas como una tratado, una especie de foedus, celebrado entre plebeyos y patricios y que preveía una excepción en el derecho romano. Esta interpretación es matizada por los historiadores modernos que piensan que el juramento concierne y vincula solo a los plebeyos rebeldes y que las condiciones que establecía se integraron luego, implícitamente, en el derecho romano, sin que esta integración dejase rastros en las fuentes antiguas.

## Segunda lex sacrata (492a.C.)
El concilio de la plebe aprobó una segunda lex sacrata dos años después, en 492 a. C. Según Dionisio de Halicarnaso, en el 492 a. C., los tribunos recientemente designados interrumpieron a los cónsules Tito Geganio Macerino y Publio Minucio Augurino durante un discurso ante el pueblo durante el cual presentaban las decisiones del Senado sobre una hambruna y la controvertida creación de una colonia. El debate se convirtió rápidamente en un caos, de tal forma, que al día siguiente, los plebeyos completaron entonces los términos de los primeros juramentos con la lex Icilia, o lex Sicinia denominada así por el tribuno Espurio Sicinio o Icilio,, también considerada sagrada, por la que se añadían las ofensas verbales contra un tribuno como condenables del mismo modo que actos de violencia física. para Dionisio, el infractor era condenado a pagar una multa y la condena se transformaba en pena de muerte si no se pagaba. La propiedad de la persona condenada era luego incautada y consagrada.
Solo Dionisio de Halicarnaso relata este evento y sus consecuencias, en términos que parecen anacrónicos e inexactos, transponiendo nociones de derechos del siglo I al siglo V a. C. Además, el año exacto es incierto, 492 o 470, y permanece en debate en ambos casos. Sin embargo, la prohibición de interrumpir a un tribuno durante su discurso, ya sea por la fuerza o por ataques verbales, es real y atestiguada posteriormente bajo la República. El relato de Dionisio de Halicarnaso también parece dudoso cuando adelanta la pena aplicada al infractor, una simple multa que puede ser impugnada. Casos posteriores, donde los acusados se arriesgan a la pena de muerte, contradicen este punto.

## Consecuencias
Con la creación del tribunado de la plebe, la plebe trató de dotarse de medios para defenderse del mal uso de los poderes consulares por parte de los patricios. Pero el tribuno de la plebe no era igual a los magistrados republicanos, no tiene el imperium, por ejemplo. No es elegido con un mandato y no es el representante de los plebeyos en el sentido de que no es responsable de sus actos. Sus derechos de oposición (intercessio) y asistencia (auxilium) permitieron a los plebeyos equilibrar en parte los poderes de los cónsules, pero de hecho resultaron ineficaces en años posteriores ya que el derecho de intercessio de un tribuno también se aplica a las acciones de otro tribuno, lo que da a los patricios la oportunidad de paralizar la acción tribunicia si logran aliarse con uno de los tribunos.
La prohibición de interrumpir a un tribuno de la plebe una vez que ha tomado la palabra hace de los discursos públicos una de las principales armas de los tribunos. Pero el juramento sigue siendo unilateral y los patricios no reconocen la legalidad de las instituciones plebeyas así creadas. No sería hasta el 471 a. C. y la Lex Publilia cuamdo el tribunado plebeyo fue reconocido por el patriciado, cuando las elecciones de los tribunos se confiaron oficialmente a los comicios tribunados.